# Craugastor monnichorum
Craugastor monnichorum är en groddjursart som först beskrevs av Dunn 1940.  Craugastor monnichorum ingår i släktet Craugastor och familjen Craugastoridae. IUCN kategoriserar arten globalt som otillräckligt studerad. Inga underarter finns listade i Catalogue of Life.